# Premio Sakurai

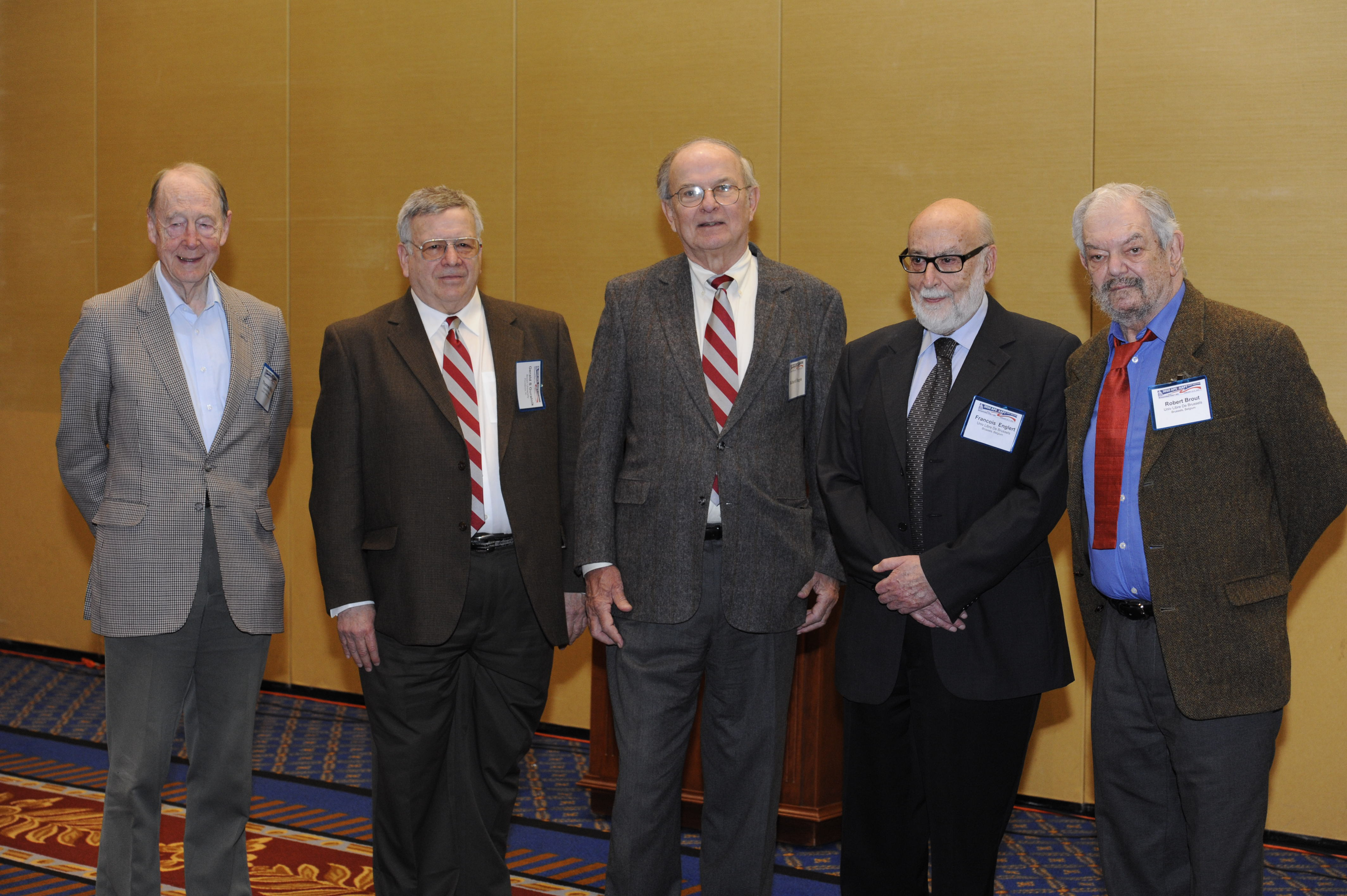
Cinque dei sei vincitori del premio Sakurai 2010: Tom Kibble, Gerald Guralnik, C. R. Hagen, François Englert e Robert Brout

Il Premio J. J. Sakurai per la fisica teorica delle particelle è assegnato dalla American Physical Society al suo incontro di Aprile annuale (April Meeting), e premia i risultati teorici più importanti della teoria della fisica delle particelle.
Il premio consiste in un importo in denaro, un certificato che cita i contributi riconosciuti dal premio e il rimborso del viaggio per la partecipazione alla premiazione. Il premio è sovvenzionato dalla famiglia e dagli amici del fisico teorico delle particelle J. J. Sakurai.
Il premio è stato assegnato annualmente dal 1985.

## Lista dei premiati
Come riporta il sito ufficiale, i premiati sono stati i seguenti:
- 2024 Andrzej J. Buras "Per i contributi eccezionali alla fisica del sapore (fisica) dei quark, sviluppando ed eseguendo in particolare calcoli di ordine superiore per effetti di QCD alle transizioni elettrodeboli ed anche per le connessioni fenomenologiche tra kaoni, mesoni D e mesoni B."[2]
- 2023 Heinrich Leutwyler "Per i contributi fondamentali alle teorie di campo effettive dei pioni alle basse energie e per aver proposto che il gluone è un ottetto di colore."[3]
- 2022 Nima Arkani-Hamed "Per lo sviluppo di nuove strutture trasformative di fisica oltre il modello standard con nuove segnature sperimentali, incluso il lavoro sulle dimensioni extra, il Little Higgs e, più in generale, per idee nuove connesse all'origine della scala elettrodebole."[4]
- 2021 Vernon Barger "Per il lavoro pionieristico nella fisica dei collisori che ha contribuito alla scoperta e caratterizzazione del bosone W, del quark top e del bosone di Higgs e per lo sviluppo di strategie incisive per verificare idee con esperimenti"[5]
- 2020 Pierre Sikivie "Per il lavoro fondamentale che riconosce la visibilità potenziale dell'assione invisibile, sviluppando nuovi metodi per rivelarlo e per le ricerche teoriche delle sue implicazioni cosmologiche"[6]
- 2019 Lisa Randall e Raman Sundrum: "Per i contributi creativi alla fisica oltre il Modello standard, in particolare la scoperta che dimensioni spaziali aggiuntive deformate possono risolvere il puzzle della gerarchia, che ha avuto un enorme impatto sulle ricerche al Large Hadron Collider"[7]
- 2018 Ann Nelson e Michael Dine: "Per le innovative esplorazioni sulla fisica al di fuori del Modello standard, incluso il loro influente lavoro congiunto sulla rottura dinamica della super-simmetria, e per i loro contributi innovativi ad un ampio spettro di argomenti, inclusi nuovi modelli di rottura della simmetria elettrodebole, bariogenesi, e soluzioni al problema della parità di carica forte"[8]
- 2017 Gordon Kane, Howard Haber, John Gunion e Sally Dawson: "Per i contributi sperimentali alla teoria sulle proprietà, le reazioni, e le segnature del bosone di Higgs"[9]
- 2016 Peter Lepage: "Per le ingegnose applicazioni della Teoria quantistica dei campi alla fisica delle particelle, in particolare nello stabilire la teoria dei processi adronici esclusivi, sviluppando teorie di campo effettive non relativistiche e determinando i parametri del Modello Standard  con la teoria di gauge a reticolo"[10]
- 2015 George Zweig: "Per la sua proposta indipendente che gli adroni siano composti di costituenti fondamentali di carica frazionaria, chiamati quarks o aces, e per averne sviluppato le rivoluzionarie implicazioni sulle masse e le proprietà degli adroni"[11]
- 2014 David Kosower, Lance Dixon e Zvi Bern: "Per i pioneristici contributi al calcolo delle ampiezze di scattering perturbative, che hanno portato ad una comprensione più profonda della teoria quantistica dei campi e a nuovi potenti strumenti per calcolare processi QCD"[12]
- 2013 Helen Quinn, Roberto Peccei: "Per la proposta del meccanismo elegante che risolve il famoso problema della violazione CP nelle interazioni forti, ha portato all'invenzione dell'assione, soggetto di intensa ricerca sia teorica che sperimentale per più di tre decenni"[13]
- 2012  Guido Altarelli, Torbjörn Sjöstrand, e Bryan Webber: "Per idee chiave che hanno portato alla conferma dettagliata del Modello Standard della fisica delle particelle, permettendo agli esperimenti di alte energie di estrarre informazioni precise di Cromodinamica quantistica, interazioni elettrodeboli e possibile nuova fisica"[14]
- 2011  Chris Quigg, Estia Eichten, Ian Hinchliffe, e Kenneth Lane: "Per il loro lavoro, separatamente e collettivamente, di tracciare un corso dell'esplorazione della fisica alla scala del TeV usando collisori di adroni multi-TeV"[15]
- 2010  Gerald Guralnik, C. R. Hagen, Tom Kibble, Robert Brout, François Englert, e Peter Higgs: "Per l'elucidazione delle proprietà della rottura spontanea di simmetria nelle teorie di gauge relativistiche quadridimensionali e del meccanismo per la generazione consistente delle masse dei bosoni vettori"[16]. Si veda anche meccanismo di Higgs e Bosone di Higgs
- 2009  Davison E. Soper, John C. Collins e R. Keith Ellis: "Per il lavoro nella cromodinamica quantistica perturbativa, incluse applicazioni a problemi cruciali dell'interpretazione delle collisioni di particelle ad alta energia"[17]
- 2008  Aleksej Smirnov e Stanislav Mikheyev: "Per l'influente e pionieristico lavoro sullo sviluppo delle oscillazioni del neutrino nella materia, che è essenziale per una comprensione quantitativa del flusso solare dei neutrini."[18]
- 2007  Stanley Brodsky: "Per applicazioni della teoria quantistica dei campi a questioni critiche della fisica delle particelle elementari, in particolare, all'analisi dei processi di esclusiva interazione forte duri."[19].
- 2006  Savas Dimopoulos: "Per le sue idee creative sulla rottura di simmetria dinamica, la supersimmetria e le dimensioni spaziali extra che hanno segnato la ricerca teoria alla scala del Tev e quindi ispirato un'ampia gamma di esperimenti."[20].
- 2005  Susumu Okubo: "Per le investigazioi all'avanguardia dei pattern delle masse adroniche e dei tassi di decadimento che hanno fornito indizi fondamentali nello sviluppo del modello a quark e per avere dimostrato che la violazione di CP permette asimmetrie nei tassi di decadimento parziali"[21].
- 2004  Ikaros Bigi e Anthony Ichiro Sanda: "Per le pionieristiche intuizioni teoriche che hanno indicato la strada al fruttuoso studio sperimentali della violazione di CP nei decadimenti [della particella] B e per i continui contributi ai campi di CP e della fisica dei sapori pesanti"[22].
- 2003  Alfred Mueller e George Sterman: "For developing concepts and techniques in QCD, such as infrared safety and factorization in hard processes, which permitted precise quantitative predictions and experimental tests, and thereby helped to establish QCD as the theory of the strong interactions"
- 2002  William J. Marciano e Alberto Sirlin: "For their pioneering work on radiative corrections, which made precision electroweak studies a powerful method of probing the Standard Model and searching for new physics"
- 2001  Nathan Isgur, Mikhail Voloshin, Mark Wise: "For the construction of the heavy quark mass expansion and the discovery of the heavy quark symmetry in quantum chromodynamics, which led to a quantitative theory of the decays of c and b flavored hadrons"
- 2000  Curtis Callan: "For his classic formulation of the renormalization group, his contributions to instanton physics and to the theory of monopoles and strings"
- 1999  Mikhail Shifman, Arkady Vainshtein, e Valentine Zakharov: "For fundamental contributions to the understanding of non-perturbative QCD, non-leptonic weak decays, and the analytic properties of supersymmetric gauge theories"
- 1998  Leonard Susskind: "For his pioneering contributions to hadronic string models, lattice gauge theories, quantum chromodynamics, and dynamical symmetry breaking"
- 1997  Thomas Appelquist: "For his pioneering work on charmonium and on the de-coupling of heavy particles"
- 1996  William A. Bardeen: "For fundamental insights into the structure and meaning of the axial anomaly and for contributions to the understanding of perturbative quantum chromodynamics"
- 1995  Howard Georgi: "For his pioneering contributions toward the unification of strong and electroweak interactions, and for his application of quantum chromodynamics to the properties and interactions of hadrons"
- 1994  Yōichirō Nambu: "For his many fundamental contributions to field theory and particle physics, including the understanding of the pion as the signaler of spontaneous breaking of chiral symmetry"
- 1993  Mary K. Gaillard: "For contributions to particle physics phenomenology and theory, and in particular for her work with Ben Lee and others applying QCD to K meson mixing and decays and to the bound states of charmed quarks"
- 1992  Lincoln Wolfenstein: "For his many contributions to the theory of weak interactions, particularly CP violation and the properties of neutrinos"
- 1991  Vladimir Gribov: "For his early pioneering work on the high energy behavior of quantum field theories and his elucidating studies of the global structure of non-abelian gauge theories"
- 1990  Tōichirō Kinoshita: "For his theoretical contributions to precision tests of quantum electrodynamics and the electroweak theory, especially his pioneering work on the computation of the lepton anomalous magnetic moments"
- 1989  Nicola Cabibbo: "For his outstanding contribution in elucidating the structure of the hadronic weak current"
- 1988  Stephen L. Adler: "For his work in elucidating the consequences of chiral symmetry through sum rules and low energy theorems"
- 1987  Luciano Maiani e John Iliopoulos: "For their work on the weak interactions of charmed particles, a crucial step in the development of the modern theory of the fundamental interactions"
- 1986  David Gross, H. David Politzer, e Frank Wilczek: "For their analyses of nonabelian gauge theories at short distances, and the implications of these insights for the understanding of the strong interaction between quarks"
- 1985  Toshihide Maskawa e Makoto Kobayashi: "For their contributions to the theory of electroweak interactions through their general formulation of fermion mass matrix and their prescient inference of the existence of more than four flavors of quarks"